# Texas Tex (film fra 1921)
Texas Tex er en amerikansk stumfilm fra 1921 af George Marshall.

## Medvirkende
- Tom Mix som Tex Roberts
- Pauline Curley som Ramona Wadley
- Charles K. French som Clint Wadley
- Lloyd Bacon som Ford Wadley
- Frank Clark som Jim Ellison
- Sid Jordan som Pete Dinsmore